# Gastonia (dinozaur)
Gastonia (Gastonia) – rodzaj roślinożernego dinozaura z grupy ankylozaurów (Ankylosauria), którego bliższa pozycja systematyczna różni się w poglądach różnych badaczy (uznawano ją za bazalnego ankylozauryda, przedstawiciela uznawanej przez część badaczy za polifiletyczną Polacanthidae, a także za nodozauryda). Żyła we kredzie wczesnej na terenie dzisiejszej Ameryki Północnej, a skamieniałości znaleziono w formacji Cedar Mountains. Cechowała się rogatą głową, krótkimi kończynami, długim ogonem bez buławy, jej grzbiet pokrywał pancerz z płyt kostnych i kolców.

## Anatomia
Odnaleziono liczne pozostałości tego dinozaura, w tym kompletną czaszkę, jednak bez żuchwy. Przebywają one w College of Eastern Utah, na Uniwersytecie Brighama Younga i w Museum of Western Colorado.
Zwierzę mierzyło 6 m długości, z czego połowa przypadała na ogon.
Gastonia posiadała cechy uznawane tradycyjnie za charakterystyczne zarówno dla Ankylosauridae, jak i Nodosauridae, co utrudnia określenie jej pozycji filogenetycznej w obrębie Ankylosauria.
Uzbrojenie gastonii, zaliczanego do rodziny nodozaurów animantarksa i sylwizaura jest nie do odróżnienia, choć najbardziej przypomina to spotykane u Polacanthus foxi. Osteodermy leżące z tyłu od szyi Burns uznaje za takie same, jak u gargojleozaura. Gastonia wyróżnia się w tym względzie wedle tego specjalisty tylko promienistym żłobkowaniem, spotykanym również u euoplocefala.

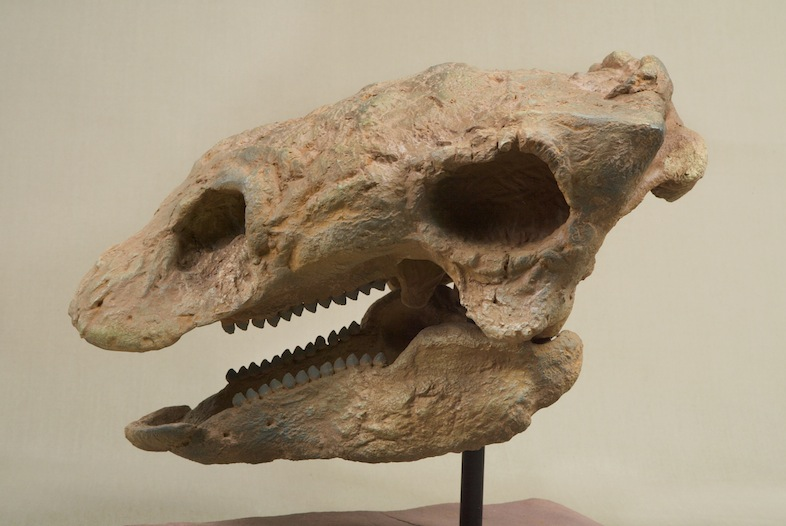
Odlew czaszki w The Children's Museum of Indianapolis

Długość czaszki, zdobionej na tylnych bocznych krańcach jej sklepienia przez rogi, przewyższa nieznacznie jej szerokość. Wymienione rogi, skierowane w tył i prawie zasłaniające boczne skroniowe wcięcie sklepienia czaszki, są typowe dla ankylozaurów kredy późnej, jak ankylozaur. Uzbrojenie głowy nie sięga dzioba kości przedszczękowej. Jego dokładnego wzoru nie udało się odtworzyć. Jak w przypadku wielu dinozaurów pancernych, ogonowej części grzbietu głowy nie pokrywają wyraźnie bruzdy ani żaden regularny wzór. Kształt brzegu oczodołu przypomina spotykany u hungarozaura. Podobnie jak u tego nodozaura, brzuszna część oczodołu jest bardzo cienka. Kość jarzmowa tworzy kolec. Nozdrza kierują się w boki, co stanowi plezjomorfię. Kość przysieczna posiada szerokie wcięcie po stronie brzusznej, nieobecne u tyreoforów innych niż gastonia i gargojleozaur. Doszukano się dwóch ujść nerwu podjęzykowego (u niektórych ankylozaurów występowały trzy). Występuje co najmniej 16 zębów.
Kłykcie potyliczne przypominają spotykane u wielu innych rodzajów dinozaurów, np. tarchii czy amtozaura o kłykciach owalnych i nachylonych brzusznie w kierunku tylnym. Szyję pokrywały dwa półpierścienie trójkątnych płyt.
Boki i grzbiet ciała pokrywają wielkie, kilowate płyty, układające się w rzędy. Przestrzenie pomiędzy nimi wypełniają mniejsze płytki lub niewielkie kości, jak u gargojleozaura czy polakanta. Jego krzyżowy fragment zrósł się w płytę pokrywającą od strony grzbietowej kość biodrową. Zrośnięcie się tej płyty z wymienioną kością stanowi charakterystyczną cechę wyróżnianej niekiedy podrodziny Polacanthinae, podobnie jak wystające kolce na barku. Uzbrojenie okolicy krzyżowej cechują układające się w podłużne i poprzeczne rzędy guzki, podobnie jak u polakanta czy mymurapelty. Powierzchnię grzbietową ogona pokrywają parzyste, masywne, kilowate i trójkątne w kształcie płyty o niesymetrycznych wydrążonych podstawach. Kolce są mniejsze i słabiej zaostrzone niż u polakanta. Nie zaginają się u końca. Podstawa kolców szyjnych jest wydrążona. Te leżące w okolicy ramion cechuje wyżłobienie na tylnej stronie jak u gargojleozaura, mymurapelty czy hoplitozaura, inaczej niż u polakanta.
Wyrostek barkowy łopatki rozciąga się w kierunku panewki bardziej niż w przypadku polakanta. Kości promieniowe zdobią u ich brzegów bruzdy.

## Rozmieszczenie geograficzne
Gastonia żyła w kredzie wczesnej, w barremie.

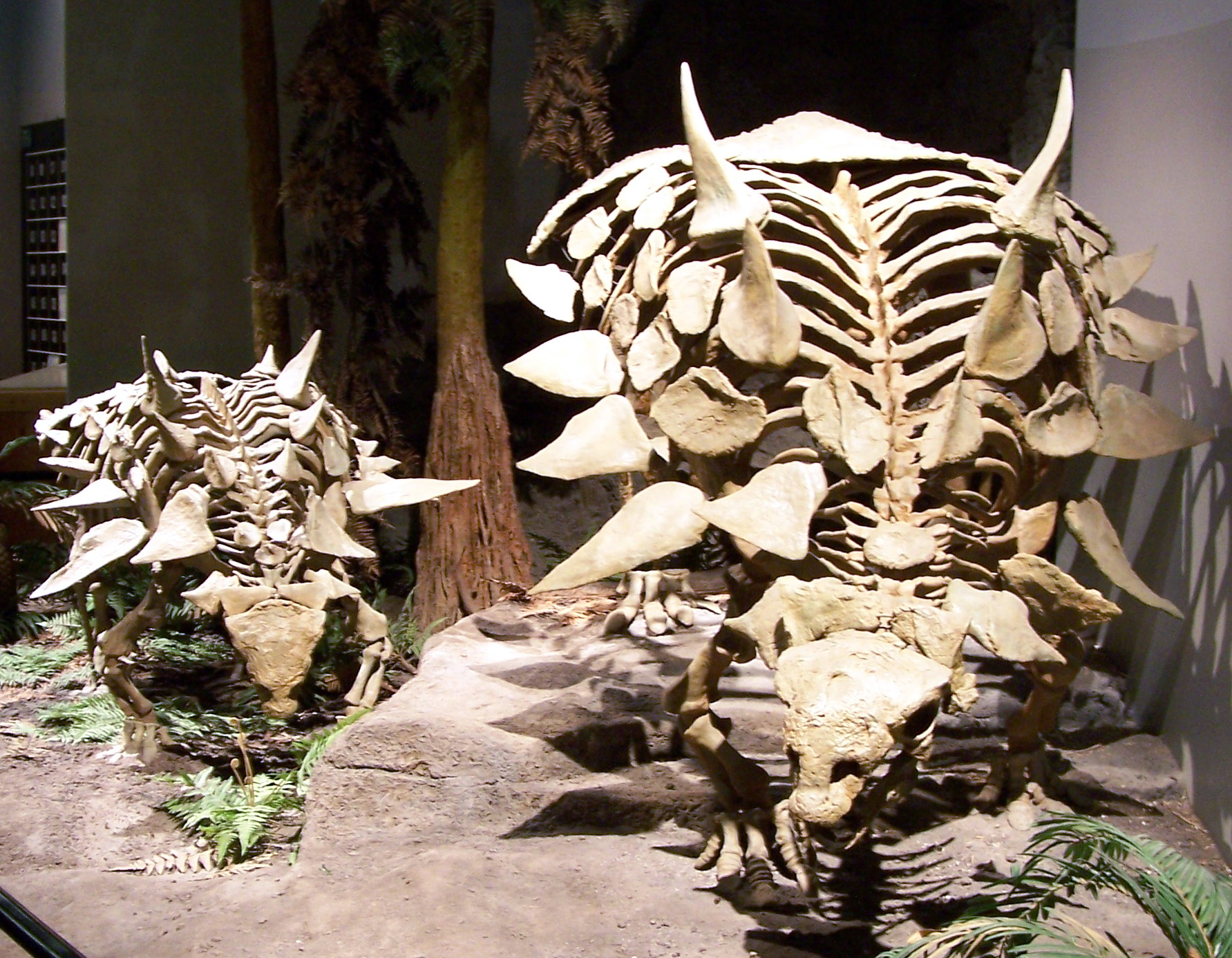
Szkielety dwóch gastonii wystawianych przez North American Museum of Ancient Life

Szczątki gatunku G. burgei znaleziono w formacji Cedar Mountains. Ta obfitująca w szczątki ankylozaurów formacja leży na wschodzie amerykańskiego stanu Utah. Dokładniej szczątki gastonii znajdywano głównie w Gaston Querry i Dalton Well Quary w obrębie złożonej z wapieni, mułowców i pozostałości gleby, a w mniejszej ilości piaskowców liczącej 125-120 milionów lat Yellow Cat Member. Należy zaznaczyć, że znaleziska z tego pierwszego miejsca są liczniejsze. Znaleziono tam skamieniałości co najmniej czterech lub, wedle innych badaczy, sześciu osobników. Z tej samej formacji pochodzą również skamieliny zauropelty i Animantarx ramaljonesi. Rzeczona formacja wykazuje największe bogactwo dinozaurów pancernych wśród formacji geologicznych kredy dolnej, jednak z Yellow Beds wymienia się tylko gastonię. Prócz nich w Yellow Beds odnaleziono pozostałości iguanodonty “Iguanodon” ottingeri i nieznany jeszcze rodzaj z tej grupy, a spośród zauropodów Cedarosaurus weiskopfae, tytanozauryda i kamarazauryda. Wśród teropodów pochodzą stamtąd Nedcolbertia justinhoffmani, Utahraptor ostrommaysorum i, w zależności od źródła, allozaur lub przedstawiciel ornitomimów i mały tetanur. Znalezione tam dinozaury (np. gastonia i utahraptor) to w większości osobniki młode, mniejsze od okazów typowych. Wymienione wyżej zwierzęta (nie licząc teropodów prócz nedkolbertii i utahraptora) łącznie z żółwiem z rodzaju Glyptops, Toxolophosaurus z grupy Rhynchocephalia i nieznanym bliżej krokodylem, po którym pozostał jedynie ząb, określa się jako faunę Yellow Member. Tworzące tę faunę dinozaury porównuje się z europejskimi z tego samego okresu.  Prócz zauropsydów zachowały się ślady pyłków i glonów. Formacja stanowi pozostałości dawnej równiny zalewowej, środowiska po części obfitującego w jeziora, po części półpustynnego. W czasie tworzenia się Yellow Bed następowały po sobie okresy wilgotne i suche. Nie poznano dokładnie warunków, w jakich umierały odnajdywane tu zwierzęta, jednak susze wydają się częstą przyczyną ich śmierci. Ciała były później znoszone przez ulewne deszcze. Nie wyklucza się też udziału aktywności sejsmicznej.
Prócz tego gastonię znaleziono w Poison Strip Sandstone, pozostałościach ekosystemu plaż i meandrujących rzek, które pozostawiły po sobie głównie piaskowce. Dinozaury nie są już tutaj takie częste, jak w poprzednio opisanym obszarze. Gastonii towarzyszyły przedstawiciel iguanodontów Planicoxa venenica i zauropodów Venenosaurus dicrocei. Wydaje się jednak, że w czasie tworzenia się skał Poison Strip Sandstone cały czas egzystowała fauna z Yellow Cat.
W Ruby Range Member, nieco wyżej i bardziej na wschodzie, znaleziono poza tym skamieniałości mogące stanowić nowy gatunek gastonii. Wcześniejsze publikacje wymieniały wśród ankylozaurów tej fauny jedynie zauropeltę.
Holotyp określa się jako CEUM 1307. Obejmuje on kompletną czaszkę.

## Systematyka
Szczegóły budowy uzbrojenia sugerują wyodrębnienie gastonii i polakanta do odrębnej podrodziny Polacanthinae. Kirkland w 1998 umieścił ją w obrębie rodziny Ankylosauridae. Jednakże Carpenter, wcześniej podzielający pomysł Kirlkanda, w 2001 podniósł takson do rangi osobnej rodziny o nazwie Polacanthidae, grupy siostrzanej dla Ankylosauridae w obrębie kladu Ankylosauria. Oprócz gastonii i polakanta umieścił w niej hileozaura, mymurapetę, hoplitozaura i gargojleozaura. Umieszczenie gastonii w takiej rodzinie poparli inni badacze. Jednakże z późniejszych badań wynikło, że monofiletyzm takiej grupy byłby oparty na słabych podstawach, lub wręcz, że takie Polacanthinae/Polacanthidae byłyby parafiletyczne. Z analiz przeprowadzonych przez Vickaryousa i współpracowników (2001) oraz Hilla i współpracowników (2003) wynika, że Gastonia była bliżej spokrewniona z Ankylosaurinae, niż z innym domniemanym przedstawicielem Polacanthinae/Polacanthidae, tj. z rodzajem Gargoyleosaurus; autorzy ci uznali "polakanty" za bazalnych przedstawicieli Ankylosauridae. Dokładniej, wedle Hilla i współpracowników gastonia stanowi grupę siostrzaną dla wszystkich Ankylosauridae oprócz niej samej i gargojleozaura, stanowiącego z kolei grupę siostrzaną wszystkich innych ankylozaurydów. Praca ta zaznacza jednak, że w badaniach wzięto pod uwagę jedynie taksony o znanych pozostałościach czaszki. Dane wynikające z budowy szkieletu pozaczaszkowego mogłyby doprowadzić do innego rezultatu. Vickaryous, Maryańska i Weishampel (2004) w dalszym ciągu optowali jednak za uznaniem gastonii i gargojleozaura za bazalne ankylozaurydy.
Z kolei obejmujące 277 rodzajów superdrzewo (skonstruowane z drzew filogenetycznych uzyskanych we wcześniejszych analizach kladystycznych) autorstwa Pisaniego, Yatesa, Langera i Bentona sytuuje gastonię równie blisko polakanta, jak Tsagantegia, talarura czy mymurapeltę.
Z przeprowadzonej przez Richarda Thompsona i współpracowników (2012) analizy kladystycznej wynika przynależność rodzajów zaliczanych do Polacanthinae, w tym gastonii, do rodziny Nodosauridae, a nie Ankylosauridae. Na drzewie ścisłej zgodności wygenerowanym na podstawie 4248 najbardziej oszczędnych drzew gastonia jest w nierozwikłanej politomii z wszystkimi innymi przedstawicielami Nodosauridae, natomiast na drzewie zgodności wygenerowanym metodą 50% majority rule consensus gastonia jest taksonem siostrzanym do kladu obejmującego gatunki Polacanthus foxii i Peloroplites cedrimontanus.